# The Rivals (film 1912 Sennett)
The Rivals è un cortometraggio muto del 1912 diretto e interpretato da Mack Sennett con Mabel Normand e Ford Sterling.
In quello stesso anno, uscirono altri due corti dallo stesso titolo, un The Rivals, prodotto dalla Essanay e un altro The Rivals, prodotto in Francia dalla Éclipse.

## Produzione
Il film fu prodotto dalla Keystone di Mack Sennett.

## Distribuzione
Distribuito dalla Mutual Film, il corto uscì nelle sale il 18 novembre 1912, programmato in split reel insieme a un'altra comica di Sennett, Mr. Fix-It (o Mr. Fixit).

### Data di uscita
IMDb
- USA	18 novembre 1912

Alias
- Rivales	Venezuela